# Рамзай, Эдуард Андреевич
Барон Эдуа́рд Андре́евич Рамза́й (швед. Anders Edvard Friherre Ramsay; 12 [23] марта 1799, Куопио — 30 апреля [12 мая] 1877, Гельсингфорс) — генерал-адъютант, генерал от инфантерии, член Государственного совета Российской империи, участник Балтийского театра военных действий во время Крымской войны.

## Биография
Происходил из старинного шотландского рода, родился 12 марта 1799 года в городе Куопио в семье губернатора лена Саволакс и Кюмменегорд Андерса Юхана Рамзая (швед. Anders Johan Ramsay) (1744—1811) в Швеции, мать — Юханна Барбара, урождённая Петерсен (швед. Johanna Barbara Petersen).
Получив домашнее воспитание, был определён в Пажеский Его Величества Корпус, где окончил курс учения в 1818 году и 22 марта был выпущен прапорщиком в лейб-гвардии Преображенский полк. Прослужив в полку восемь лет, Рамзай обратил на себя внимание начальства, как отличный стрелок и, кроме того, как знаток оружия и стрелкового дела; за это время он последовательно получил чины подпоручика (6 декабря 1819 г.), поручика (20 февраля 1821 г.), штабс-капитана (29 апреля 1823 г.) и капитана (29 марта 1825 г.); 14 декабря 1825 г. Рамзай находился в числе войск, собранных для подавления выступления декабристов.
4 июля 1827 году, Рамзай был назначен командиром Финского гребного батальона (с оставлением в Преображенском полку) и 22 августа получил орден Святого Владимира 4-й степени; 15 июля 1828 года возглавил Финский учебный батальон; 8 ноября 1828 года Рамзай был произведён в полковники и 15 июля 1829 года сделан начальником лейб-гвардии Финского стрелкового батальона, только что сформированного под его непосредственным наблюдением. Неутомимым усердием к службе и вниманием к делу Рамзай довел этот батальон в отношении стрельбы и фронта до прекрасного состояния, за что и был пожалован 2 августа 1830 года в звание флигель-адъютанта Его Императорского Величества.
Вместе со своим батальоном Рамзай принимал участие в войне против польских мятежников, в продолжение которой батальон заслужил Георгиевское знамя, а сам Рамзай был ранен 4 мая 1831 года в авангардном бою под Остроленкой и в тот же день получил орден Святого Владимира 3-й степени. После излечения он участвовал во взятии Варшавы, за что был 27 августа награждён орденом Святой Анны 2-й степени с императорской короной. За Польскую кампанию Рамзай был также награждён польским знаком отличия «За военное достоинство» 3-й степени.
По окончании войны 1831 году император Николай I обратил особенное внимание на развитие стрелкового дела и формирование в войсках стрелковых частей и образовал с этою целью особый Комитет об улучшении штуцеров и ружей, в котором полковник Рамзай принимал живейшее участие. Кроме того, он был командирован в Пруссию для изучения там организации стрелковых частей при войсках. По возвращении из этой командировки, Рамзаю было поручено формирование так называемой команды артиллерийских стрелков, а также нового гренадерского стрелкового батальона. 6 декабря 1836 года Рамзай был произведён в генерал-майоры и 9 марта 1838 года назначен инспектором стрелковых батальонов. Должность эту он отправлял 18 лет и все время усердно и с рвением занимался формированием стрелковых частей, обучением и специальным усовершенствованием их, в особенности в отношении стрельбы. Вместе с тем Рамзай был председателем верховного военного суда финских войск.
Произведённый 23 марта 1847 году в генерал-лейтенанты, Рамзай в продолжение Восточной войны командовал отрядами, расположенными на прибрежье Финляндии, и участвовал два раза в отражении десанта англо-французских войск в 1854 году у города Экнеса и у местечка Рунсала, за что 11 ноября был награждён орденом Белого Орла. В 1855 году, при бомбардировании Свеаборга, он командовал правым флангом оборонительной линии. По окончании войны, Рамзай был возведён 26 августа 1856 году в баронское достоинство Великого Княжества Финляндского и назначен командиром Отдельного Гренадерского корпуса. В этот период службы барон Рамзай неоднократно удостаивался Высочайших благоволений и наград и 30 августа 1858 года был назначен генерал-адъютантом Его Величества и с 9 декабря того же года состоял членом военного суда в Москве над лицами, виновными в беспорядках и злоупотреблениях по снабжению войск бывших Крымской и Южной армий предметами довольствия (с оставлением в должности командира корпуса); 8 сентября 1859 года Рамзай был произведён в генералы от инфантерии. После шестилетнего командования Корпусом барон Рамзай, по прошению, был освобождён от этой должности и зачислен в 1-й Екатеринославский лейб-гренадерский Его Величества полк.
Возникшие беспорядки и мятеж в Царстве Польском призвали барона Рамзая в 1862 году снова к действительной службе. 6 июля он был назначен командующим войсками в Царстве Польском и, несмотря на своё расстроенное здоровье, немедленно прибыл из-за границы к своему посту и вступил в командование войсками. Через год здоровье Рамзай потребовало серьёзного лечения. Это побудило его просить увольнения от занимаемой должности. Он был уволен 17 марта 1863 года и награждён при этом алмазными знаками ордена Святого Александра Невского.
Позднее барон Рамзай был назначен (11 июля 1867 года) инспектором войск Варшавского военного округа, в июне следующего года — помощником главнокомандующего войсками Варшавского военного округа, а в 1868 году отпраздновал пятидесятилетний юбилей своей службы в офицерских чинах, причём был назначен вторым шефом лейб-гвардии Финского стрелкового батальона.
Будучи членом Военного совета, Рамзай был назначен 30 августа 1873 года членом Государственного совета и в этом звании скончался 30 апреля 1877 года в Гельсингфорсе, где и погребён.

## Семья
Рамзай был дважды женат.
- Первая жена — Констанция Вильгельмина урождённая Рейтершёльд (1815—1839, фрейлина); их дети:
  - Георгий (1834—1918, командир лейб-гвардии Семёновского полка, начальник финских войск, генерал от инфантерии),
  - Ольга Вивека (1836—1902, фрейлина, была замужем за Тавастгусским губернатором генерал-майором Э. В. фон Аммондтом),
  - Констанция Юханна (1837—1925).
- Вторая жена — Августа Констанция урождённая баронесса Меллин (1817—1843); их дети:
  - Алексей (1841—1895, адъютант великого князя Константина Николаевича, шталмейстер),
  - Юханна Вильгельмина Августа (1843—1926, фрейлина).

## Награды
Рамзай имел знак отличия за XL лет беспорочной службы и был награждён многими орденами, в их числе:
- Орден Святого Владимира 4-й степени (22 августа 1827 года)
- Орден Святого Владимира 3-й степени (4 мая 1831 года)
- Орден Святой Анны 2-й степени с императорской короной (27 августа 1831 года)
- Польский знак отличия «За военное достоинство» (Virtuti Militari) 3-й степени (1831 год)
- Орден Святого Станислава 2-й степени со звездой (31 декабря 1834 года)
- Орден Святого Станислава 1-й степени (11 июня 1842 года)
- Орден Святого Георгия 4-й степени (4 декабря 1843 года, за выслугу 25 лет в офицерских чинах)
- Орден Святой Анны 1-й степени (6 апреля 1846 года)
- Орден Святого Владимира 2-й степени (15 февраля 1850 года)
- Орден Святого Александра Невского (30 августа 1860 года; алмазные знаки этого ордена пожалованы 17 марта 1863 года)
- Орден Святого Владимира 1-й степени (17 апреля 1870 года)
- Орден Святого апостола Андрея Первозванного (30 ноября 1875 года)

Иностранные:
- Прусский орден Святого Иоанна Иерусалимского (1832 год)
- Прусский орден Красного Орла 1-й степени (12 мая 1862 года)
- Австрийский Большой крест орден Леопольда (12 июля 1870 года)